# Joseph Reiter
Joseph Reiter   (Braunau am Inn, 19 de gener de 1862 - Bad Reichenhall, 2 de juny de 1939) fou un educador musical, mestre de direcció, director de banda i compositor alemany.
Des de 1908 fou director del Mozarteum de Salzburg. Se li deuen diverses òperes, entre elles, Frithjof; Der Bundschuh; Der Totentanz (Dessau, 1908); Ich aber preise die Liebe (Dessau, 1912); un gran nombre de cors per a veus d'homes, cinc quartets per a instruments d'arc, balades, cors mixtes, etc...